# Francesco Baracca

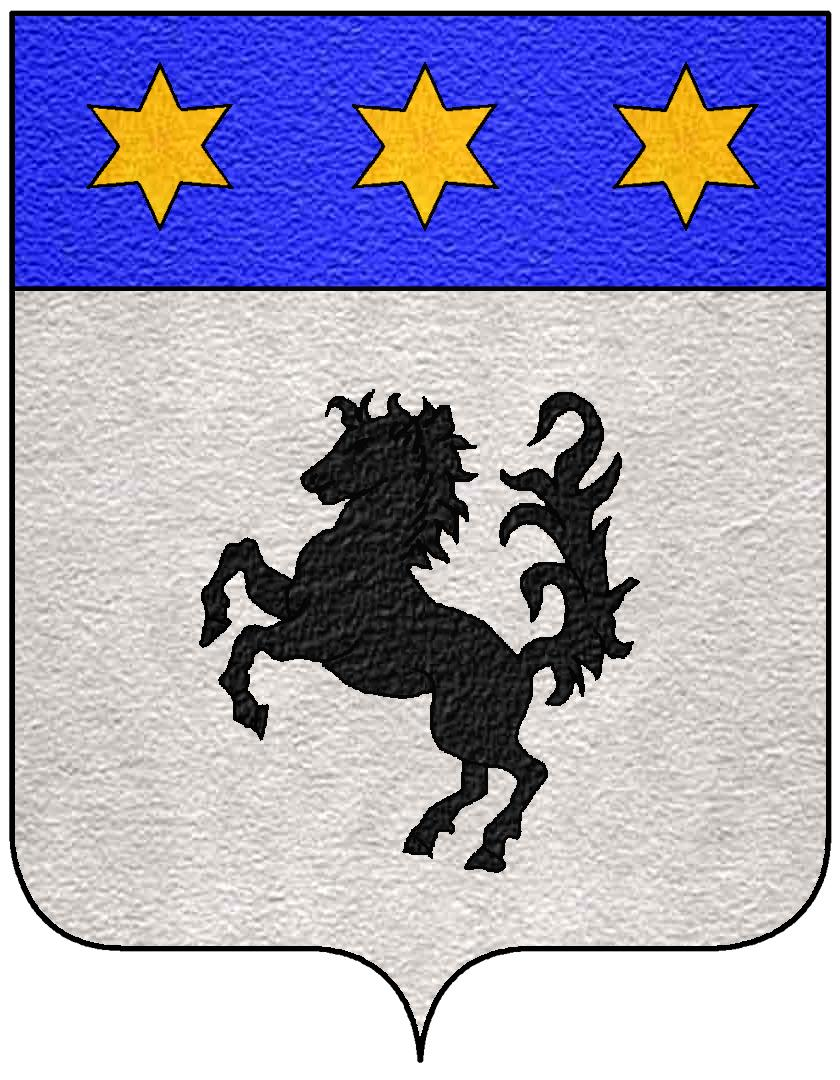
Escudo de la familia Baracca

Francesco Baracca (Lugo, Italia, 9 de mayo de 1888-Nervesa della Battaglia  19 de junio de 1918) fue un conde y aviador italiano. Al empezar de la Primera Guerra Mundial comprendió antes de muchos que el avión iba a ser el arma del futuro. Con su escuadrilla de aviones combatió muchísimos duelos, logrando 34 victorias oficiales, siendo considerado como el principal as de la aviación de la Fuerza Aérea de Italia. 
Aclamado como un héroe, pintó un caballo en su avión, imagen que pasó a ser utilizada por la escudería Ferrari en 1932, después de que la condesa Paolina Baracca, madre de Francesco, se impresionara al ver al piloto italiano Enzo Ferrari, y le pidiera que luciera el caballo de su hijo en sus vehículos. El caballo original estaba pintado en color rojo sobre una nube blanca, pero Ferrari prefirió pintarlo en negro en señal de luto por los aviadores fallecidos en la guerra, y le añadió un fondo amarillo, color local de Modena, su ciudad natal. El caballo de Ferrari fue, desde el principio, diferente al caballo de Baracca. El detalle más importante es que en el caballo de Ferrari, la cola apunta hacia arriba y el de Baracca hacia abajo.
Francesco Baracca murió faltando poco para que acabara la Primera Guerra Mundial, cumpliendo una misión de bombardeo en 1918.